# Pennahia
Pennahia és un gènere de peixos a la família dels esciènids i de l'ordre dels perciformes.